# Niederüttfeld
Niederüttfeld ist ein Ortsteil der Ortsgemeinde Üttfeld im Eifelkreis Bitburg-Prüm in Rheinland-Pfalz.

## Geographische Lage
Niederüttfeld befindet sich im westlichen Teil des Gemeindegebietes Üttfeld und grenzt im Norden an den Ortsteil Oberüttfeld an. Der Ort ist von umfangreichen landwirtschaftlichen Nutzflächen und kleineren Waldgebieten umgeben. Südlich von Niederüttfeld fließt ein Ausläufer des Mannerbaches.
Zu Niederüttfeld gehören auch die Wohnplätze Dromigt, Huchhemmel und Manner.

## Geschichte
Die Ortschaften in der heutigen Gemeinde Üttfeld gehörten vor 1794 zur Meierei Binscheid in der Herrschaft Dasburg, welche Teil des Herzogtums Luxemburg war. Unter französischer Verwaltung gehörte das Gebiet zum Kanton Arzfeld, im Departement der Wälder.
Aufgrund der Beschlüsse des Wiener Kongresses wurde das vormals luxemburgische Gebiet östlich der Sauer und der Our  1815 dem Königreich Preußen zugeteilt. Unter der preußischen Verwaltung  kam Niederüttfeld im Jahr 1816 zum neu gebildete Kreis Prüm im Regierungsbezirk Trier und gehörte zur Bürgermeisterei Eschfeld.
Die Gemeinde Üttfeld wurde am 1. Juli 1971 aus den bis dahin selbständigen Ortsgemeinden Binscheid (damals 141 Einwohner), Huf (damals 87), Niederüttfeld (damals 98) und Oberüttfeld (damals 222) neu gebildet.

## Kultur und Sehenswürdigkeiten
Siehe auch: Liste der Kulturdenkmäler in Üttfeld

### Kapelle
Sehenswert ist im Ortsteil Niederüttfeld vor allem die Kapelle St. Ignatius von Loyola, einst St. Gregor. Die erste Kapelle des Ortes wurde bereits 1690 erwähnt. Im Jahre 1870 erfolgte eine Erweiterung. Da die Kapelle im Zweiten Weltkrieg vollständig zerstört wurde, entschied man sich dazu, einen Neubau zu errichten. Dieser wurde in den Jahren 1949 und 1950 fertiggestellt.

St. Ignatius (Niederüttfeld)
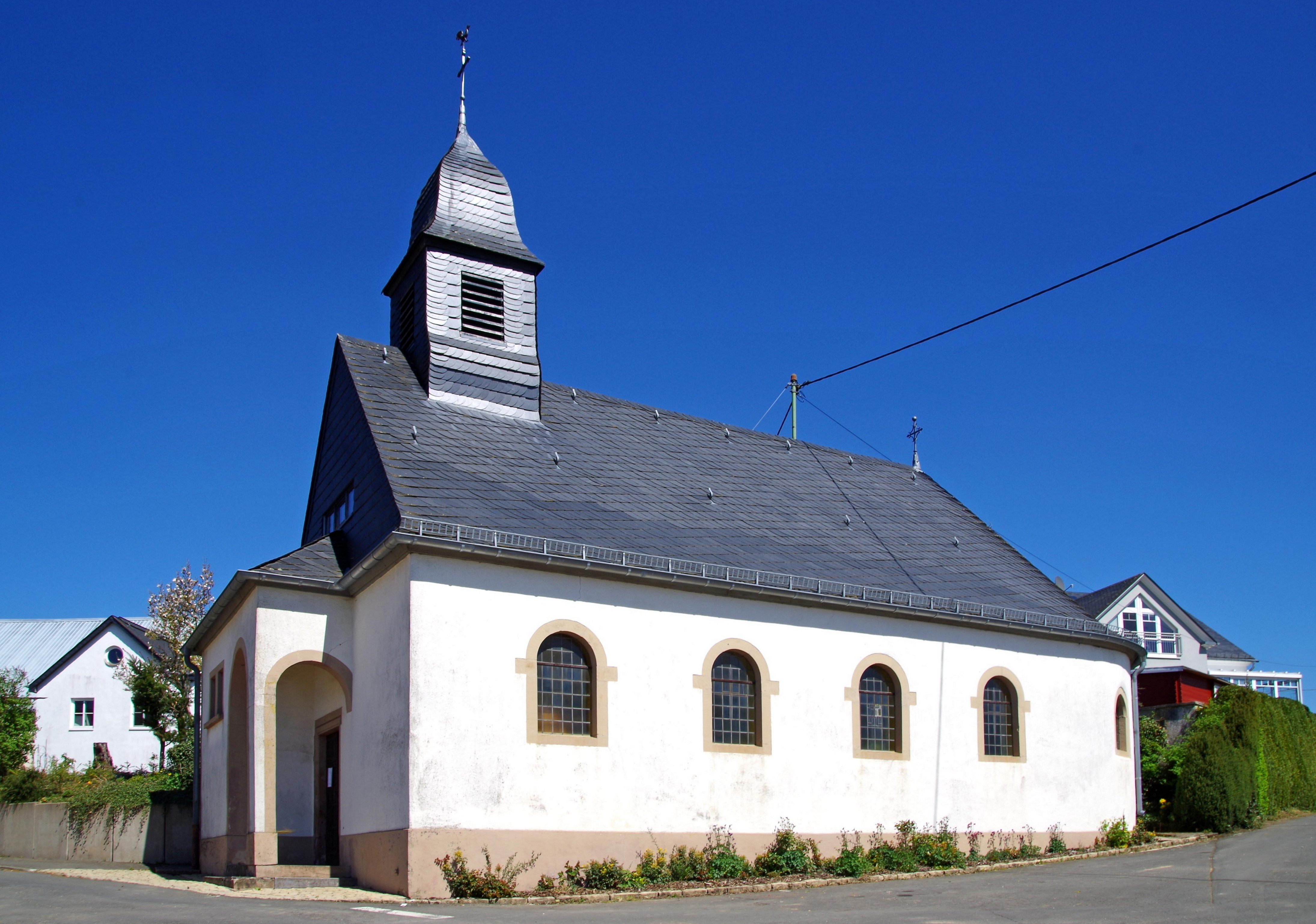
Kapelle, Südseite
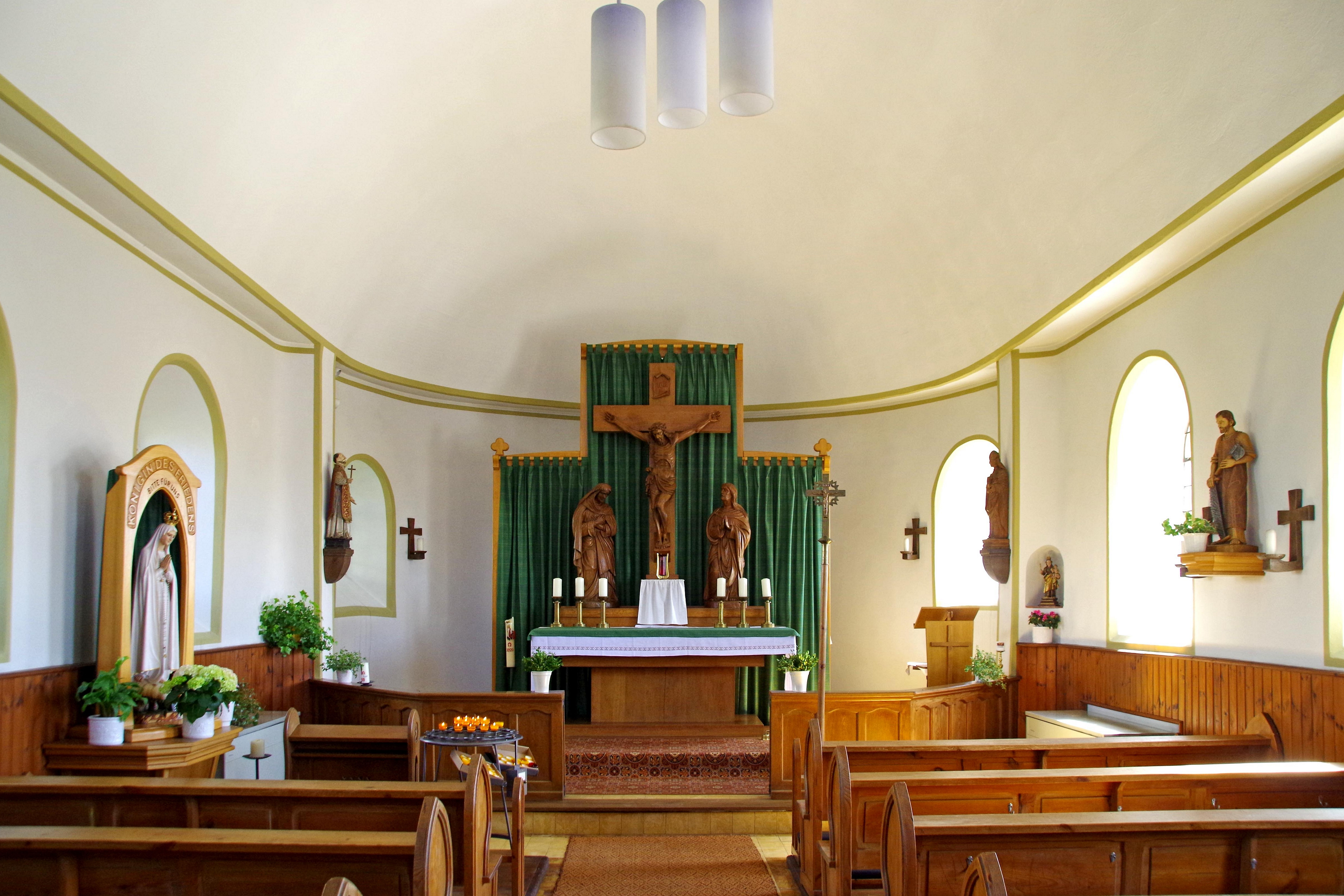
Innenraum
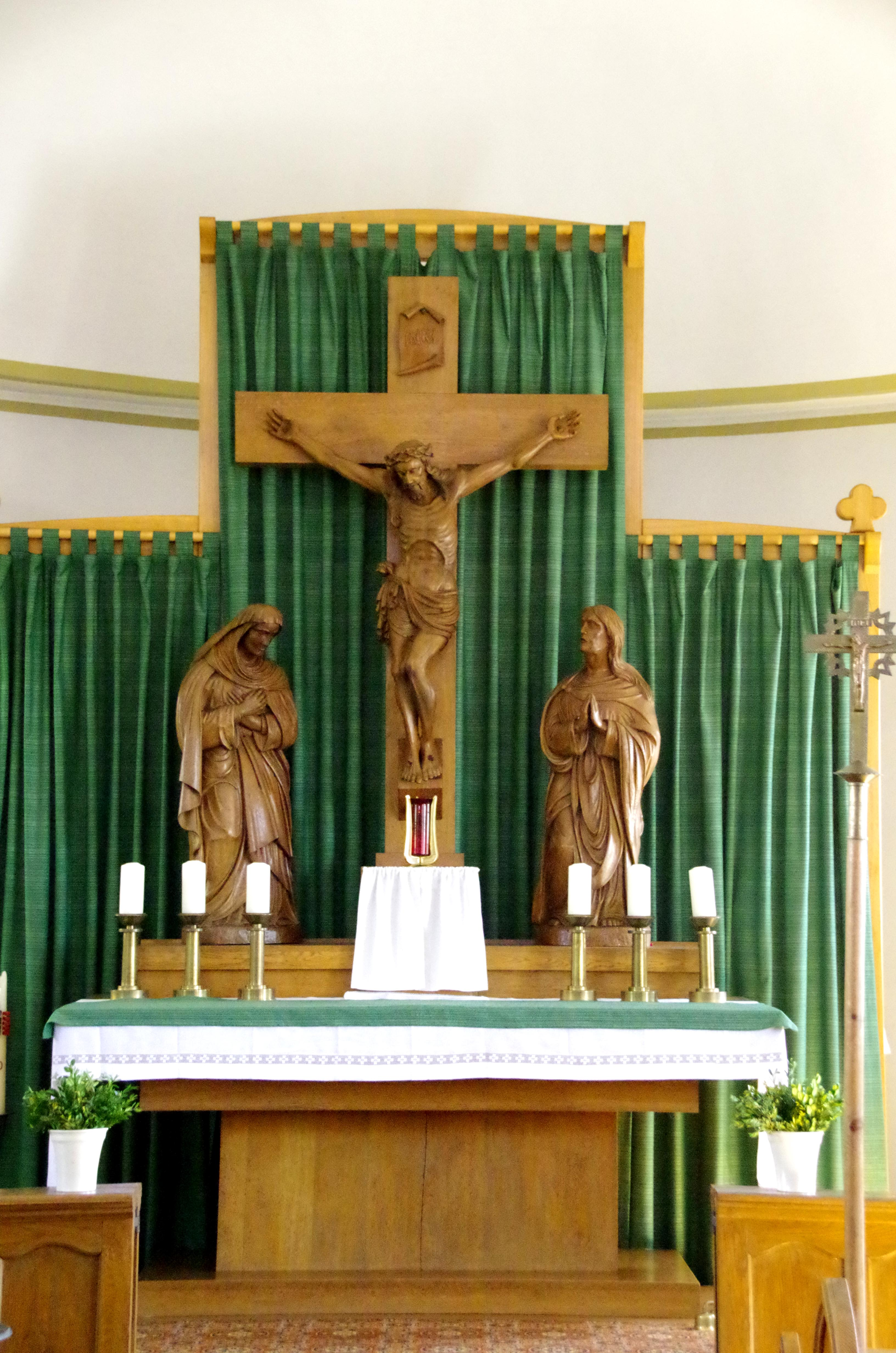
Altar
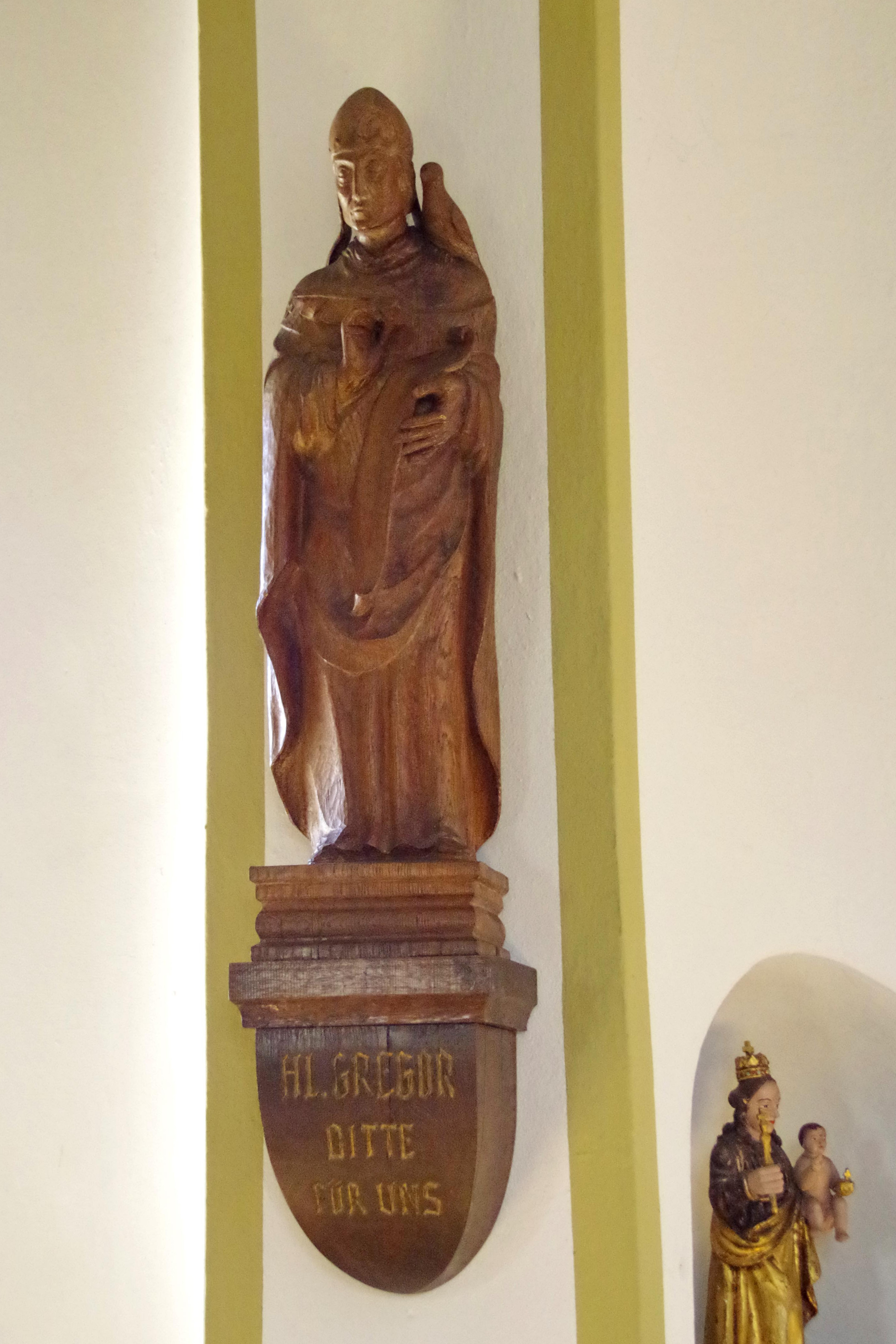
St. Gregor Statue
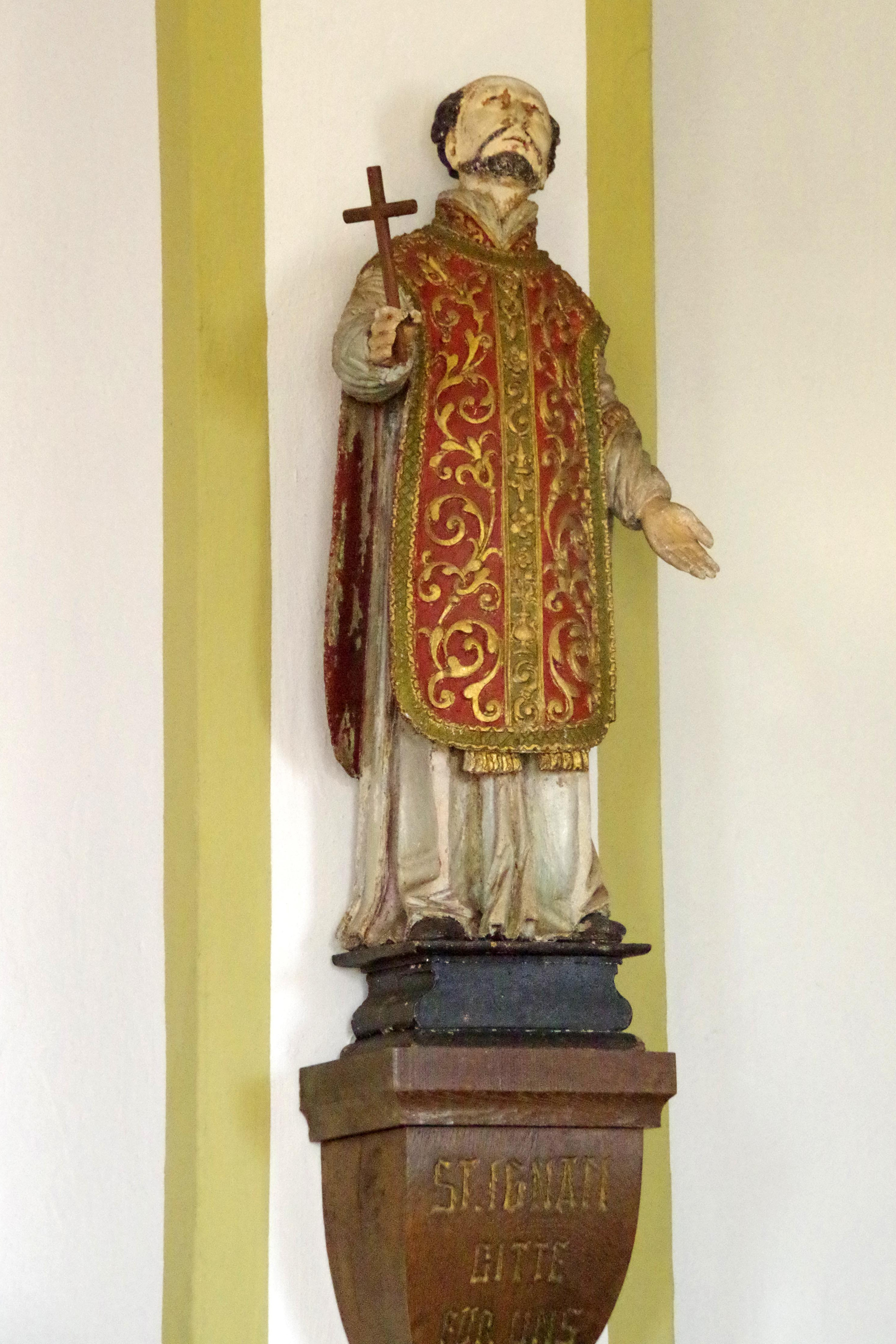
St. Ignatius

### Wegekreuze
Auf dem Gemeindegebiet befinden sich zwei unter Denkmalschutz stehende Wegekreuze. Eines befindet sich nordöstlich des Ortes an der Landesstraße 15. Es handelt sich um ein Schaftkreuz des Sefferner Typs, welches jedoch nicht vollständig erhalten ist. Die Datierung liegt bei 1804. Das zweite Wegekreuz befindet sich südlich des Ortes an der Kreisstraße 122 und folgt ebenfalls dem sogenannten Sefferner Typ. Es ist mit 1790 bezeichnet.

### Westwallbunker
Auf dem Gemeindegebiet von Niederüttfeld befinden sich insgesamt sieben Bunkeranlagen des ehemaligen Westwalls. Es handelt sich um fünf Bunker, einen Doppelschartenstand und einen Feldkanonen-Stand.

## Wirtschaft und Infrastruktur

### Unternehmen
In Niederüttfeld werden ein landwirtschaftlicher Betrieb sowie ein Gasthof betrieben.

### Verkehr
Es existiert eine regelmäßige Busverbindung.
Niederüttfeld ist durch die K 122, die L 9 und die L 15 erschlossen.